# فرودگاه پتوی
 فرودگاه پتوی (به انگلیسی: Ptuj Airport) (به زبان بومی: Letališče Ptuj) یک فرودگاه همگانی است که یک باند فرود چمن دارد و طول باند آن ۲۳۸۷ متر است. این فرودگاه در کشور اسلوونی قرار دارد و در ارتفاع ۲۱۴ متری از سطح دریا واقع شده است.